# Tar
tar е софтуерен инструмент за събиране на множество файлове в един архивен файл, често наричан tarball. Използва се най-често за разпространение на софтуер или за създаване на резервни копия на файлове. Името произлиза от английското „tape archive“. Първоначално инструментът е създаден за записване на данни върху последователни I/O устройства, които не разполагат със собствена файлова система. Наборът от архивни данни, създаван от tar, съдържа различни файлови параметри, като например име, времеви печат, потребителски права и организация на директорията.
Инструментът е въведен за пръв път през януари 1979 г. във Version 7 Unix, замествайки програмата tp. Файловата структура за съхранение на такава информация е стандартизирана в POSIX.1 – 1988, а по-късно и в POSIX.1 – 2001, и се превръща във формат, който се поддържа от повечето съвременни архивиращи системи за файлове.
В днешно време Unix-базираните операционни системи обикновено включват поддръжка на tar файлове, както и инструменти за компресирането им (например gzip или bzip2).